# Agapanthia gemella
Agapanthia gemella (лат.) — вид жесткокрылых из семейства усачей.

## Распространение
Распространён на Кипре

## Описание
Жук длиной от 8 до 12 мм. Время лёта с марта по апрель.

## Развитие
Жизненный цикл вида длится год. Кормовым растением является подвид Erophaca baetica orientalis из семейства бобовых.